# Kile
El Kile és un editor de codi TeX/LaTeX. Funciona en sistemes tipus Unix incloent Mac OS X i Linux i depèn de les llibreries Qt.

## Funcions
Kile té característiques força útils a l'hora d'editar codi font de TeX/LaTeX, com ara:
- Compilació i visualització del document en 1 sol clic.
- Auto-acabament d'ordres (La)TeX
- Llistes gràfiques de símbols per facilitar-ne la inserció
- Plantilles i ajudes per crear nous documents
- Integració amb el gestor de bibliografia BibTeX